# Лыченцы
Лыченцы — село в Пригородном сельском поселении Переславского района Ярославской области.

## География
Село расположено в верхнем течении реки Нерли (Клязьменской), южнее от её истока, в 21 км к северу от Переславля-Залесского и в 100 км к юго-западу от Ярославля.

## История
В 1628 году село Лыченицы записано за братьями Плишкиными. По переписным книгам 1678 года частями села владеют разные помещики: братья Чертковы, братья Плишкины, стремянный конюх Василий Степанович Фёдоров, Оника Володимиров.
Церковь Николая Чудотворца известна с 1628 года. В 1634—1672 годах церковь была перестроена и освящена в честь святого пророка Илии, а придел во имя святого Николая Чудотворца. В 1799 году здесь уже две деревянных церкви: во имя святого Николая Чудотворца и во имя святого пророка Илии, вторая освящена в 1779 году.
В 1815 году вместо деревянных церквей построен каменный храм. Престолов в нём три: в холодной во имя святого Николая Чудотворца, в приделах тёплых во имя святого пророка Илии и в честь Знамения Пресвятой Богородицы.
В селе была земская народная школа.

## Население
| 1859 | 1905 | 1926 | 2007 | 2010 |
| ---- | ---- | ---- | ---- | ---- |
| 173  | ↗277 | ↗305 | ↘244 | ↘236 |

## Интересные факты
- Согласно «Владимирским епархиальным ведомостям», в 1900 году в Лыченцах были явления бесов в доме священника, что прославило их громким скандалом[7][8].
- Село упоминается в книге Э. Успенского «Красная рука, чёрная простыня, зелёные пальцы».
- Село упоминается в поговорке: «Ченцы, Лыченцы, Пески, Студенец — там и свету конец».